# روسلان ایدیقوف
روسلان ایدیقوف (روسی: Руслан Хазирович Идигов؛ زادهٔ ۲۹ مارس ۱۹۶۶) بازیکن فوتبال اهل جمهوری آذربایجان است.
از باشگاه‌هایی که در آن بازی کرده‌است می‌توان به باشگاه فوتبال احمد گروزنی، باشگاه فوتبال اسپارتاک نعلچیک، باشگاه فوتبال اسپارتاک ولادی‌قفقاز، و باشگاه فوتبال کاماز نابرژنیه چلنی اشاره کرد.
وی همچنین در تیم ملی فوتبال جمهوری آذربایجان بازی کرده‌است.